# Stop the Rock
Stop the Rock è un singolo estratto dall'album degli Apollo 440 Gettin' High on Your Own Supply ed è considerato il brano che ha portato il gruppo al successo.
È ispirata a Caroline degli Status Quo. La parte vocale del brano è eseguita da Ian Hoxley, precedentemente parte del gruppo Gaye Bykers on Acid. Trevor Gray, Howard Gray, Ian Hoxley e Noko sono accreditati come compositori della canzone.
Il singolo fu pubblicato il 22 maggio 1999 da Stealth Sonic e distribuito da Sony Music. Fu inclusa nella colonna sonora del videogioco FIFA 2000 e nei film Fuori in 60 secondi, Boys and Girls - Attenzione: il sesso cambia tutto, Indiavolato, Cut e Smetto quando voglio - Masterclass.